# Jean-Baptiste Camille Corot
Jean-Baptiste Camille Corot (n. 16 iulie 1796, Paris, Prima Republică Franceză – d. 22 februarie 1875, Paris, Franța) a fost cel mai mare pictor peisagist francez al secolului al XIX–lea. Camille Corot este pictorul care eliberează peisagistica de restricțiile impuse de neoclasicism.
A fost un maestru al picturii „plein-air” și, prin urmare, a influențat impresionismul, curent la a cărui naștere a asistat, fără a-l fi înțeles pe deplin. Corot poate fi socotit precursorul impresionismului.

## Biografie
Camille Corot se naște pe 16 iulie 1796 la ora unu și jumătate, la Paris, ca fiul lui Louis-Jacques Corot și al Mariei- Françoise Oberson, proprietari ai unei case de modă.
Pe 15 decembrie 1796 Corot obține o bursă națională, care îi asigură intrarea la liceul din Rouen în aprilie 1807. La 29 iunie 1812 părinții îl retrag de la colegiu pentru a-l înscrie într-un pension din Poissy. Elevul Corot, silitor în cursul primar, vădește un interes tot mai scăzut pentru învățătură. În anul 1814 revine la Paris și este angajat funcționar în prăvălia negustorului Ratier. În 1815 trece în serviciul domnului Delalain, postăvar în strada St. Honoré. („Nu vei avea niciodată geniul afacerilor,” îi va spune patronul său.)

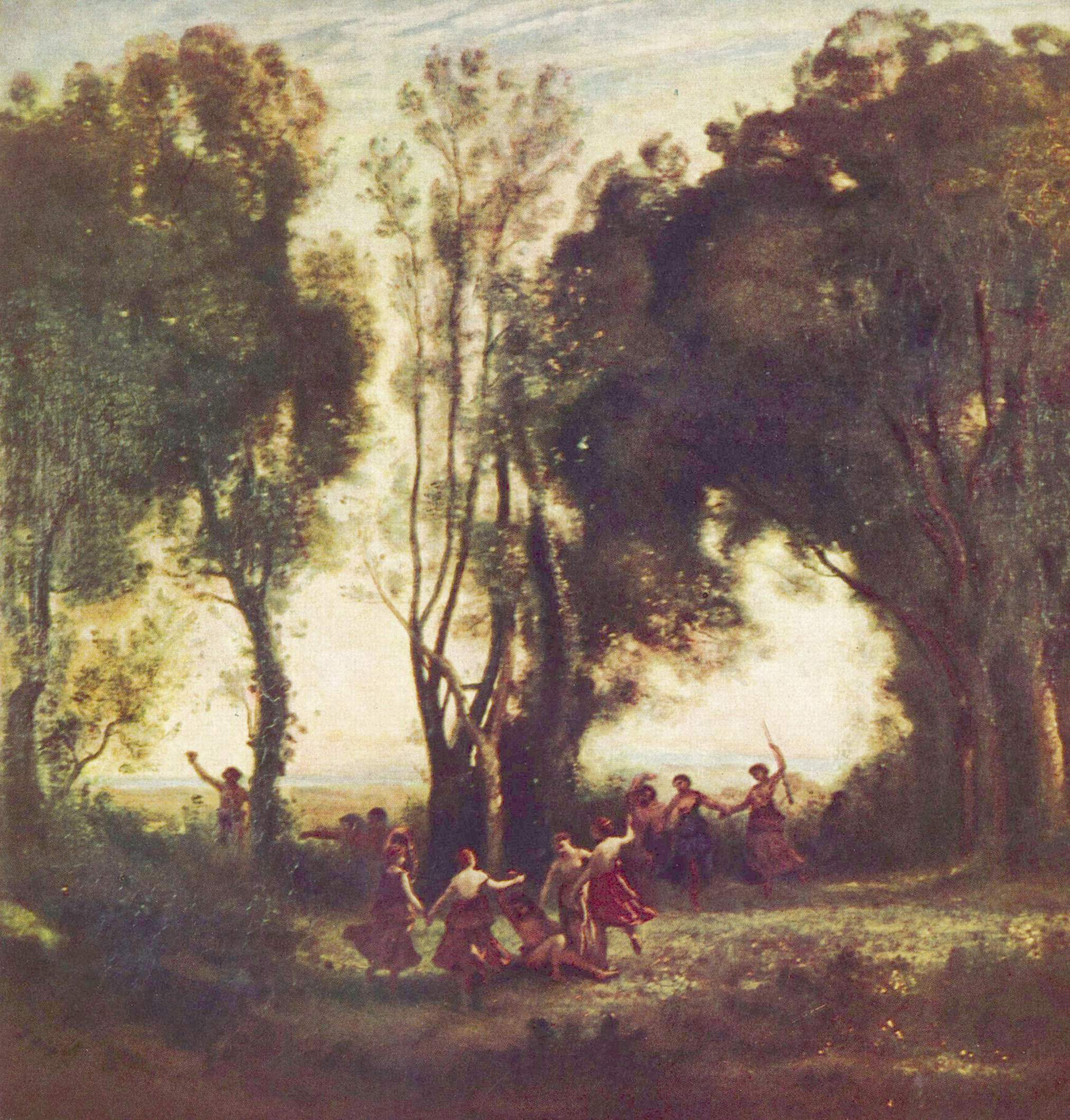
Dimineața. Dansul nimfelor

La 26 de ani, a abandonat o promițătoare carieră de comerciant în favoarea artei, arătând de la început o vocație puternică pentru peisaj. Domnul Corot, deși foarte sceptic în privința talentului lui Camille, îi face o rentă anuală de 1.500 de franci, îngăduindu-i astfel să se ocupe în liniște de pictură. În același an Camille, intră în atelierul lui Achille Michallon, discipol al lui David. Mai târziu, referindu-se la un studiu lucrat sub supravegherea acestuia, pictorul va spune:"E mai mult un studiu de supunere, decât unul de pictură". Curând însă, Michallon moare și Corot e primit de profesorul defunctului, Victor Bertin, adept statornic al peisajului istoric, antichizant. Corot nu-i va împărtăși maniera de a picta. 

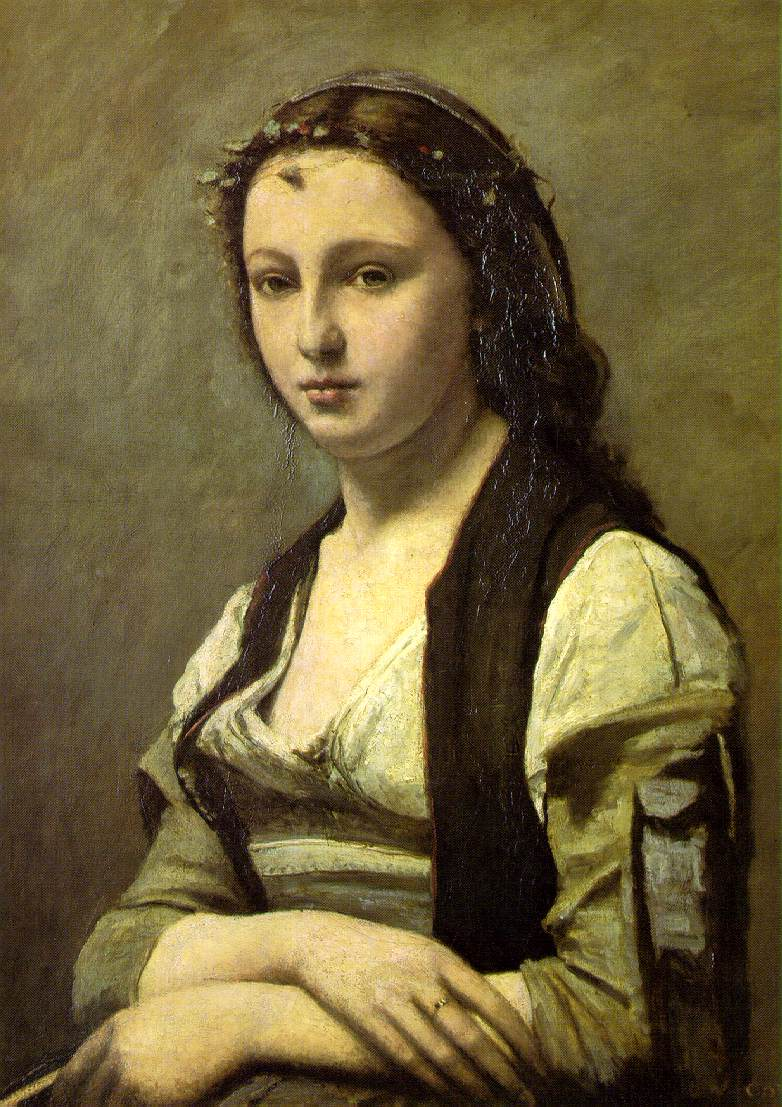
Femeia cu perla - Muzeul Luvru

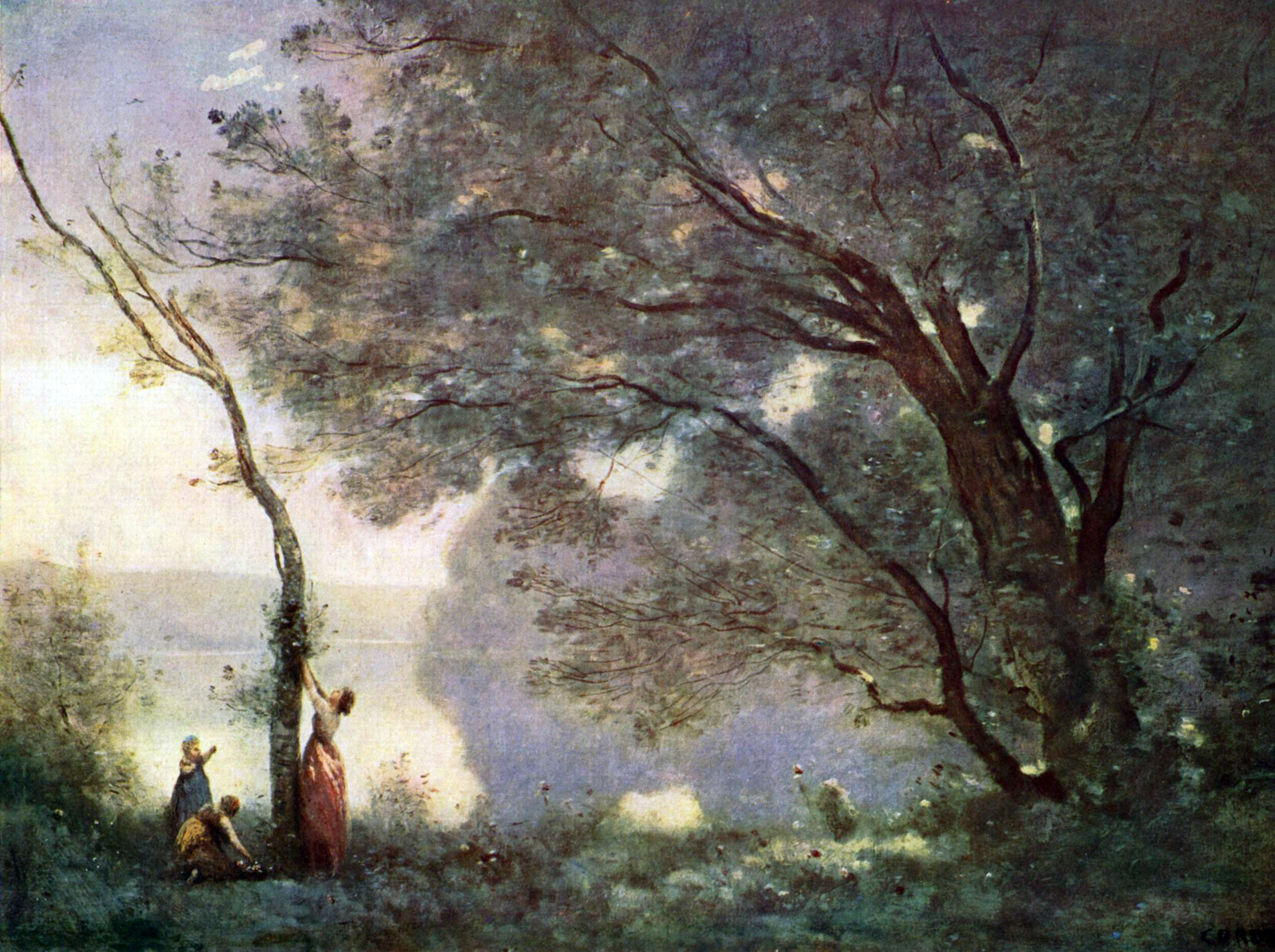
Amintire de la Mortefontaine

În noiembrie 1825, Camille Corot face prima călătorie în Italia. Vizitează Roma și împrejurimile (Viterbo, Narni). În 1827 trimite de la Roma la Salonul anual din Paris două peisaje. În primăvara lui 1828 Corot vizitează Neapole, Ischia, Capri și se întoarce în Franța prin Veneția.
În anul 1831 la Expoziția de la Luvru, Corot prezintă patru pânze pe care critica le califică drept „plate.”
În 1833, expune Magdalena în rugăciune pentru care este medaliat. Philippe Burty consideră că această lucrare marchează ruptura definitivă cu peisajul istoric și apogeul primului stil al lui Corot. Anul următor expune la Salonul anual trei pânze.
În 1834 întreprinde o a doua călătorie în Italia (Genova, Pisa, Volterra, Florența, Veneția și lacurile italiene). Continuă să expună la toate Saloanele anuale. 
În 1839 , la Salonul anual, Corot expune Seara, care avea să-i inspire Lui Theophile Gautier versurile:
Dar iată că amurgul din înălțimi coboară;
Și umbra, tot mai deasă, prin văi se desfășoară;
Se pierd în tonuri calde seninurile clare.
Cu ochii grei, apusul se duce la culcare.
Tac greierii; străbate, prin liniștea adâncă
Numai suspinul apei călătorind prin luncă.
Tot universul doarme, iar orele tăcerii
Țes plete umezite de lacrimile serii;
În colțul cel mai sumbru, sub raza ce se stinge,
Corot, modestu-ți nume, abia se mai distinge.
În 1842 Corot prezintă salonului  cinci pânze, dintre care Juriul admite numai două. 
În mai - august 1843 întreprinde a treia călătorie și ultima în Italia, la Roma și împrejurimi. 
Carot abordează tehnica acvaforte (1845) (Amintire din Toscana). Pentru Vedere din pădurea Fontainbleu primește Crucea Legiunii de Onoare (1846). În anul 1848 Salonul îi primește de data asta toate cele nouă lucrări propuse. E ales chiar în Juriu (al nouălea cu 353 voturi).

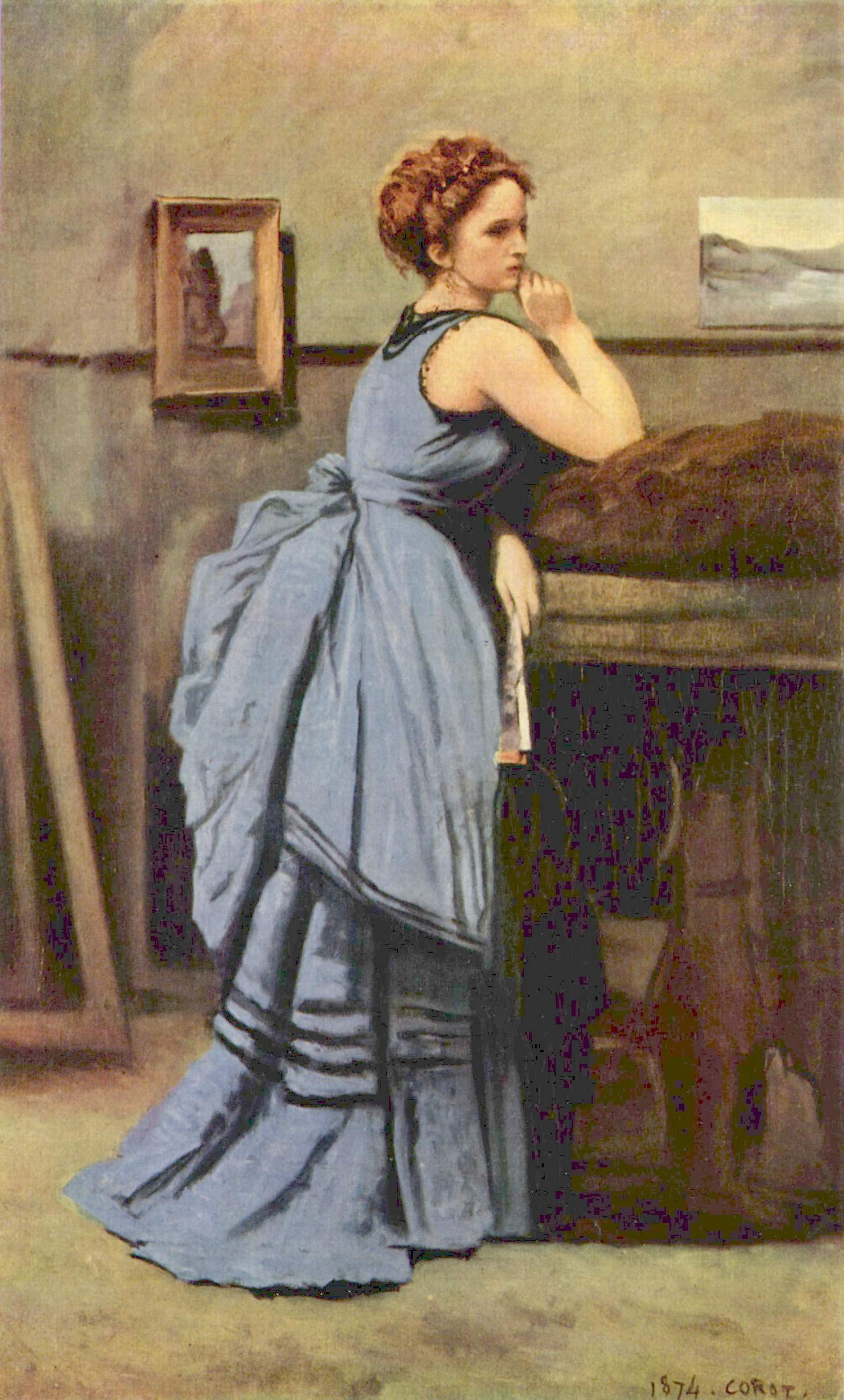
Femeie în albastru

În anul 1851 vizitează Anglia. La galeria ducelui de Westminster se arată deosebit de impresionat de Rafael și Hobbema. Se pare că în urma acelei vizite, pictorul s-a decis să coboare linia orizontului în peisajele sale.
În 1855 Salonul anual se confundă cu Expoziția Universală. Corot este unul din cei 34 de membri ai Juriului, numiți de însuși Napoleon al III-lea.
În anul 1858, un misit, domnul Boussaton, îi propune să facă o vânzare de tablouri pentru a sonda preferințele publicului. Corot ezită (nu obișnuia să-și vândă lucrările, iar când era constrâns s-o facă, le recupera cu prima ocazie). În cele din urmă acceptă. Vinde 38 de pânze cu 14.233 de franci. Misitul e departe de a fi mulțumit, dar lui Corot suma i se pare uriașă.
În 1861 Corot ilustrează în acvaforte poemele pe care Edmond Roche i le dedicase înainte de a muri .În 1865 e vorba să primească o medalie de onoare, dar cadidatura îi este respinsă pentru că nu este "peintre d'histoire", așa cum cerea gustul oficialităților. Acest eșec îl întristează mai puțin decât moartea, survenită în același an, a prietenului său Dutilleux, primul său cumpărător, care i-a fost și elev. În 1866 expune la salon două tablouri și o acvaforte. Se îmbolnăvește de gută.
În 1867 participă la Expoziția Universală.este medaliat, dar cu medalia secundă, în schimb primește titlul deOfițer al Legiunii de Onoare. De aici înainte Corot se va bucura de o tot mai largă popularitate.
În 1870 izbucnește războiul franco-prusac. Corot vrea să plece pe front; își cumpără chiar arme. Vârsta înaintată îl țintuiește însă locului. Muncește totuși pentru a face rost de banii necesari ajutorării trupelor. Donează o sumă importantă " pentru confecționarea tunurilor trebuincioase alungării prusacilor din Ville D'Avray"  - localitatea la care ținuse mult dintotdeauna.
În 11 iulie 1872, Corot este sărbătorit; face o călătorie prin țară. În anul 1874 e vorba să primească din nou o medalie de onoare. O primește însă, în locul lui, un oarecare Gérôme. Bătrânul se întristează. Admiratorii îi organizează un banchet.
La 22 februarie 1875 , la ora 11 și jumătate seara Corot moare. Două zile mai târziu au loc funerariile la cimitirul Père-Lachaise. După messă - relatează L. Roger-Milès - în cadrul căreia s-a cântat Requiemul prozodiat, după dorința defunctului, pe cunoscutul andante din Simfonia în la a lui Beethoven, domnul de Chennvières, director la ecole des Beaux-Arts, a ținut un foarte elocvent discurs. dar cu mult mai semnificativ a fost "discursul" unei femei din popor: pe drumul de la casa din Faubourg-Poissonière, la biserica Saint Laurent, cineva întreabă a cui este înmormântarea și i se răspunde: „nu știu cum îl cheamă, dar e un om de bine.”
La Ecole des Beaux-Arts se organizează o expoziție comemorativă (se expun 128 de lucrări). În perioada mai - iunie are loc licitația postumă a tablourilor sale. Se vând 600 de lucrări cu 2.000.000 de franci. 

## Operă
- La Cathédrale de Chartres (1830) (Muzeul Luvru din Paris)
- Concert champêtre(Concert câmpenesc) (1844)
- Une Matinée (O dimineață) (1850) (Muzeul Luvru)
- Macbeth (1859), în colecția Wallace
- Le Lac (Lacul)(1861)
- Souvenir de Mortefontaine (Amintire de la Mortefontaine) (1864) (Muzeul Luvru)
- L'Arbre brisé (1865)
- Pastorale — Souvenir d'Italie (1873)
- Biblis (1875)

## Citat
| “ | Frumosul în artă este adevărul, scăldat în impresia pe care ți-a transmis-o un aspect al naturii. Nu fac parte dintre acei artiști care lucrează pe fragmente. Scopul meu este să exprim viața. Îmi trebuie un model care să trăiască cu adevărat. | ” |

## Aprecieri critice

### Henri Focillon
"În universul întunecat și contradictoriu al romantismului, operele lui Corot ne apar ca imaginea în același timp clasică și modernă a unei arte care datorează puțin contemporaneității. Și totuși, numai secolul XIX a putut da un Corot."

### Gustave Geffroy
"Povestea vieții lui Corot e răspândită în lumea întreagă. O poți afla în muzeele publice, în galeriile colecționarilor, în orice salon sau în orice încăpere în care există un tablou. O poți afla în Franța, în Europa, în America. Această poveste este opera sa, pânzele sale străbătute de lumină, în care te întâmpină apa, iarba, arborii, norii, seninuri înalte și apusuri obosite, presentimentul sau nostalgia soarelui, blândețea lunii și a stelelor, reflexele argintii ale nopții și ale tăcerii. Fiecare din aceste pânze vorbește pentru Corot, ne spune: "În acea zi, în acea dimineață, în seara sau în noaptea aceea, am fost aici, față în față cu acest lac, cu brâul acesta de copaci, cu câmpia aceasta, cu aceste case; am fost aici, sub acest cer trist, umezit de ploaie. Am văzut trecând pe chipul cenușiu al naturii surâsul divin al luminii".
Alte pânze, portretele, vor face alte mărturisiri: "Sunt de cele mai multe ori fete umile, femei umile. Le-am întâlnit pe stradă... în costumele lor de slujnice și am recunoscut în ele toate frumusețile vieții. Am văzut desfășurându-se în carnea lor poemul orelor. Misterul arborilor li se odihnea în plete; în ochi purtau cerul și apele. Primăvara și toamna îmi treceau necurmat pe dinainte, după cum ele surâdeau cu bucurie sau cu tristețe. iar vorbele lor ingenue mă făceau să văd aievea dansuri de nimfe."

### Émile Zola
"Dacă d-l Corot ar consimți să ucidă o dată pentru totdeauna nimfele cu care își populează pădurile, înlocuindu-le cu țărănci, l-aș iubi peste măsură. Știu că acestor frunzișuri delicate și acestei atmosfere înrourate și surâzătoare li se potrivesc creaturi diafane, visuri vaporoase. Tocmai de aceea sunt tentat să-i cer maestrului o natură mai umană, mai viguroasă."

### J. F. Raffaelli
"Un tablou de Corot ne pune în contact cu suprema frumusețe umană: a trupului și a spiritului deopotrivă. El nu e nici un semizeu ca Rafael, nici un vrăjitor ca Rembrandt, nici titan ca Michelangelo, alchimist ca Dürer sau gentilom ca Velázquez; e om pur și simplu și asta e destul."

### Léonce Bénédite
"Ceea ce îl deosebește pe acest incomparabil magician de impresioniști, care au preluat de la el analiza atentă a senzațiilor luminoase și a atmosferei, e faptul că el rămâne mereu un idealist. Prin voluptoasa lui seninătate, prin grandoarea panteismului său melodios, prin ținuta virgiliană a visării sale, Corot, pregătește și anunță peisajele lui Puvis de Chavannes și ale lui Cazin."

### Jacques Baschet
"În sala unui muzeu, tablourile lui Corot nu ne rețin ca celelalte lucrări: ele ne apar ca un fragment de vis care scapă gândirii. Pictura sa nu poate fi judecată; ea te prinde, te antrenează pe nesimțite înspre o țară a umbrelor moi, în care sălășuiesc nimfe și ale cărui orizonturi se scaldă în albastruri cețoase. Și cât de sumar lucrată pare această operă! De bună seamă, orice efort vizibil ar fi paralizat grația și pudoarea unei naturi care, până la Corot, pare a se fi refuzat privirii. E aici o splendidă siguranță a meșteșugului. Și mai este, de asemenea, un suflet încrezător, cinstit (...) gata oricând la orice sacrificiu."

### Pierre Courthion
"Tot ce a pictat Corot, până la cele mai mărunte crochiuri, este impregnat de fericire. Nu este fericirea unui credul; e una dobândită: fericirea omului care privește și se recunoaște în ceea ce l-a precedat ca și ceea ce îi va urma. Claude Gellée, La Fontaine (și mai înainte Theocrit) cunoscuseră această stare de așteptare, această nostalgie a celui care viețuiește între o patrie pierdută și un pământ promis. În lumea lui Corot orice este întotdeauna iertat. Nici urmă de ură. Prin iubire, totul se iluminează, totul cedează mărinimiei. Omul există pentru a face plăcere altora. Cele de ieri, precum și cele de mai târziu, sunt deopotrivă conținute în prezent - un prezent în care starea de suferință e depășită. Totul se răsucește ca o floare - înspre lumină. Corot e o vocație. Tinerețea și maturitatea sa se exprimă întru același desen. Omul se împlinește în afara experienței,  plăsmuind iarăși și iarăși - fără mare varietate exterioară - propriul său portret sau peisaj. Și e de ajuns ca el să atingă numai materia, pentru ca imaginea cea mai simplă să se înalțe, sub degetele sale, la dimensiunea sublimului. Corot este pictorul care cântă."

## Galerie

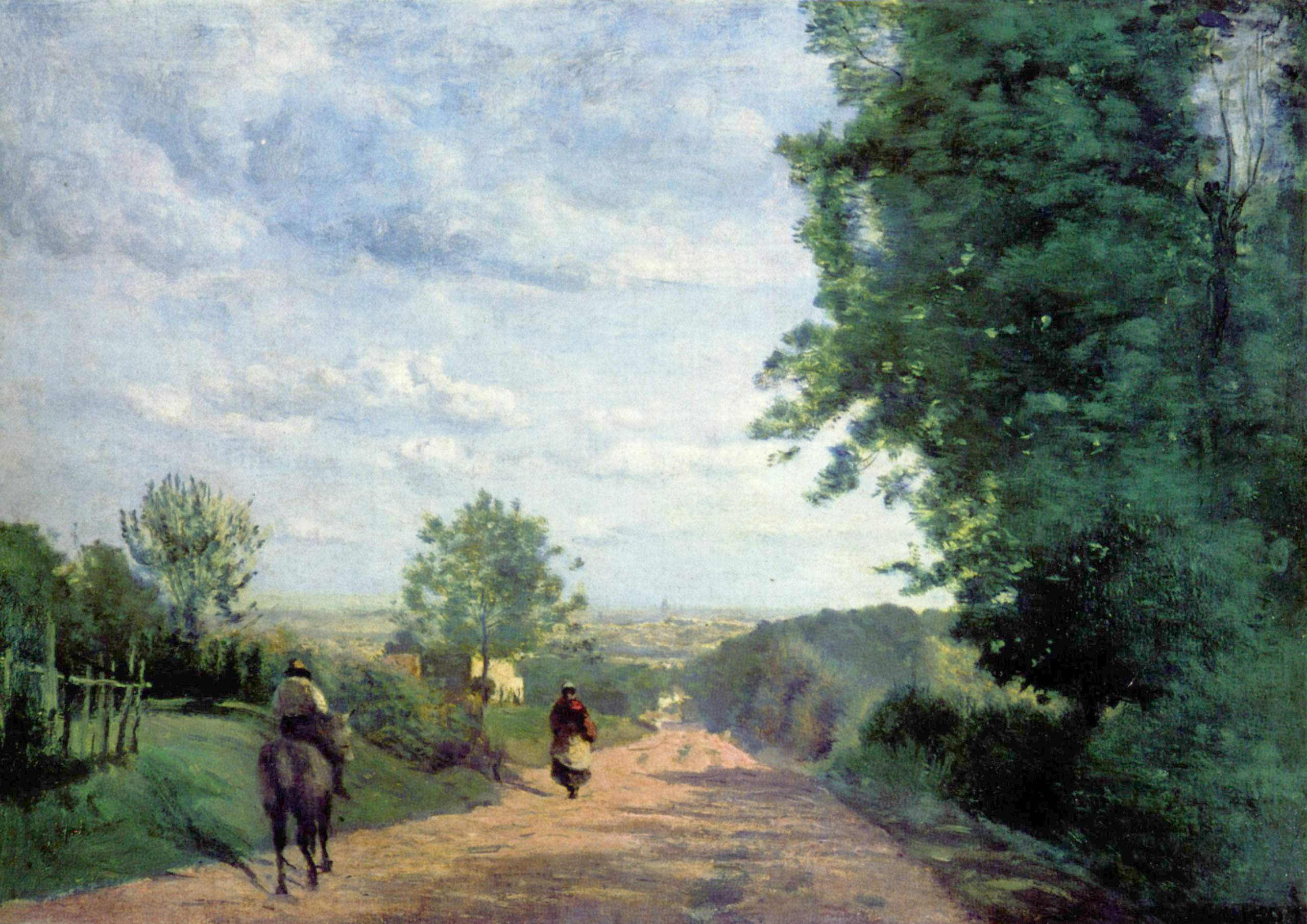
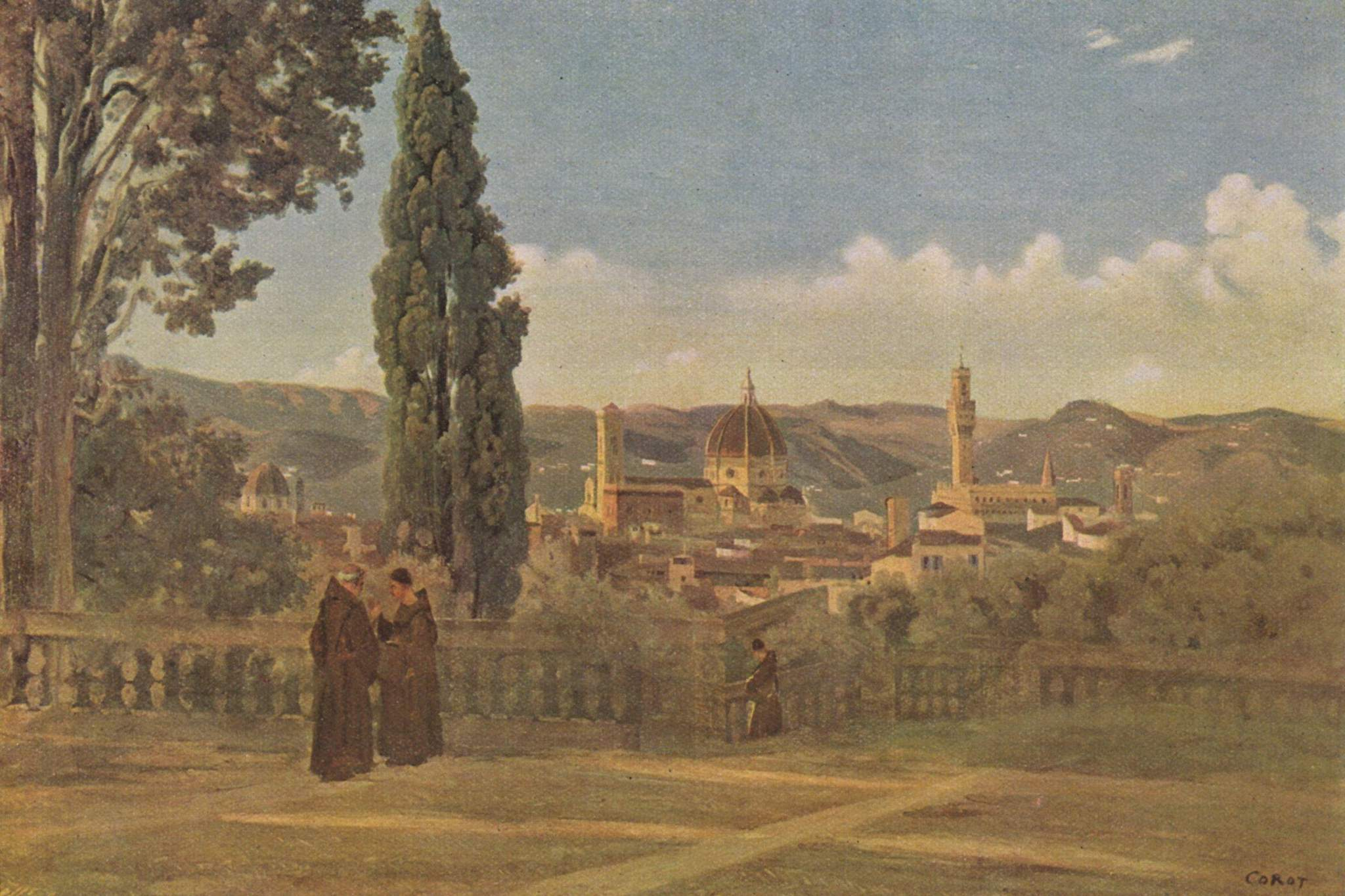
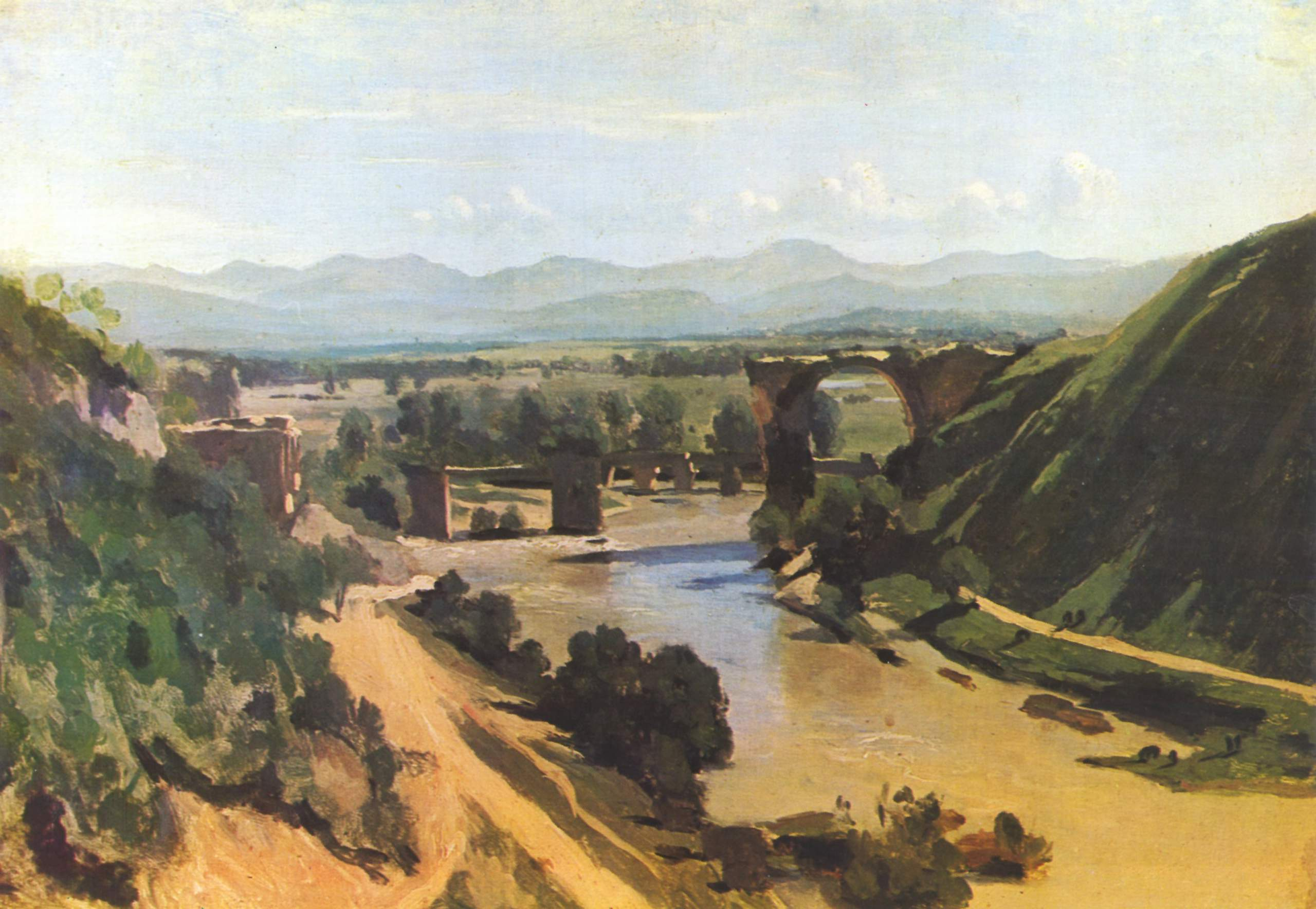
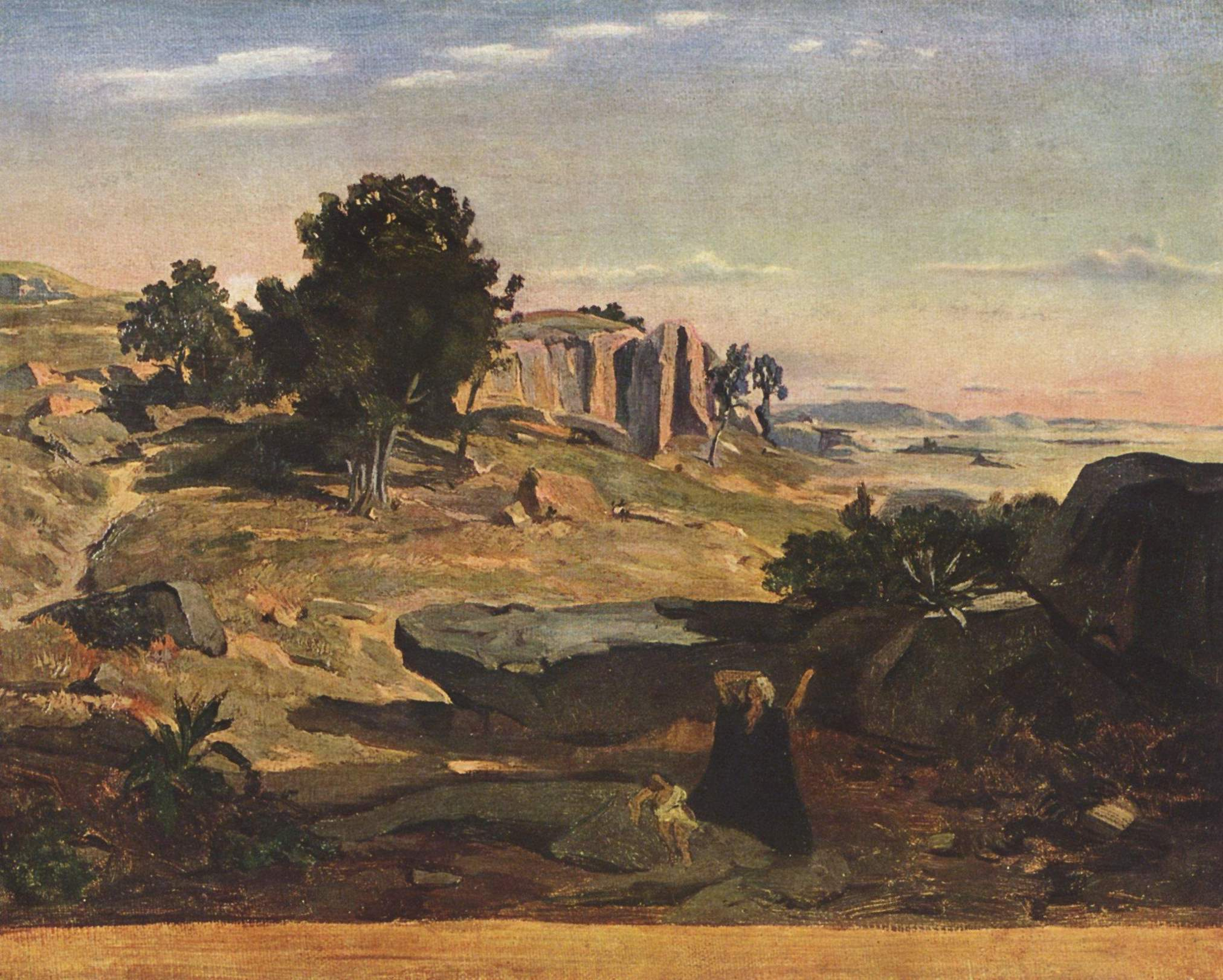
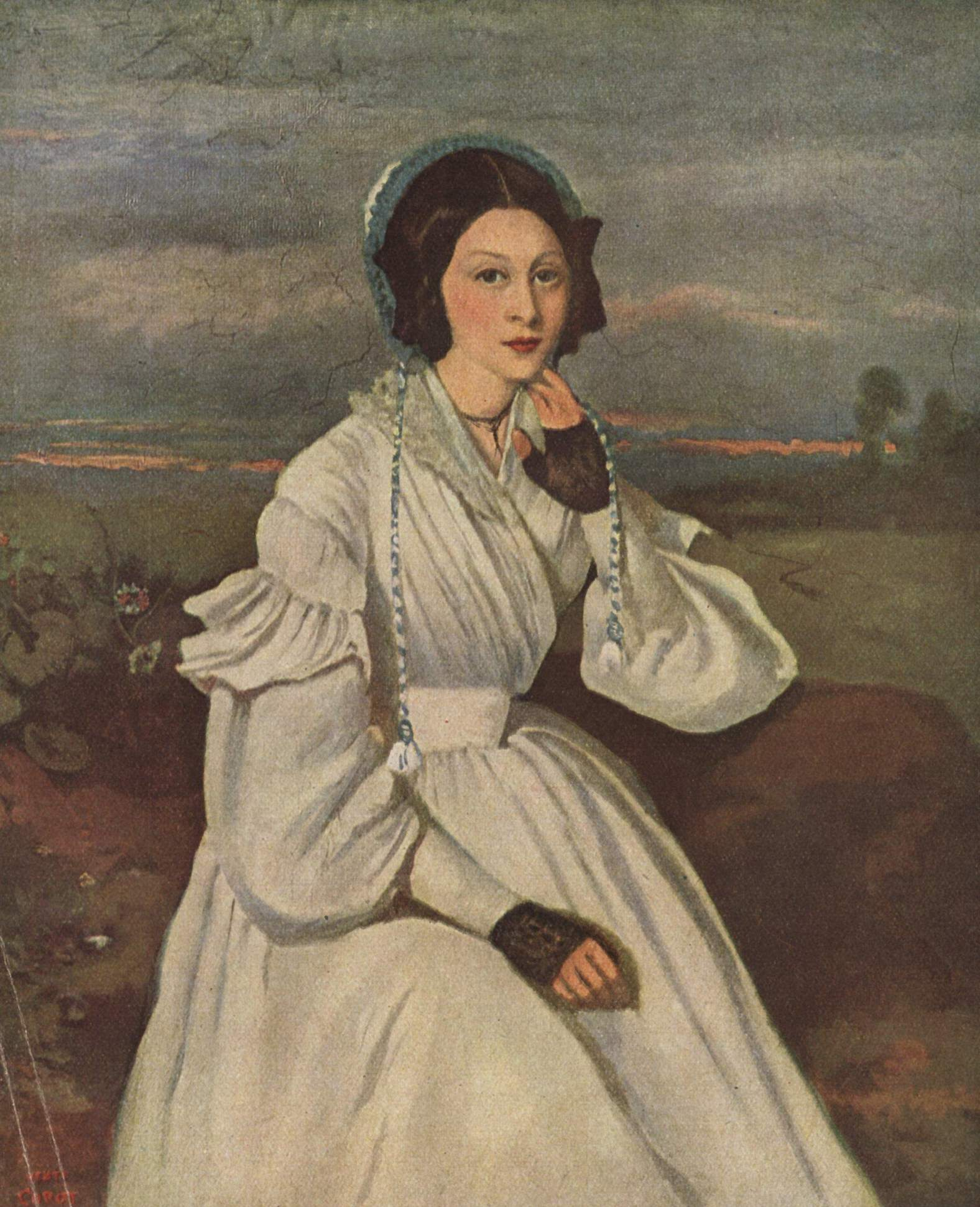
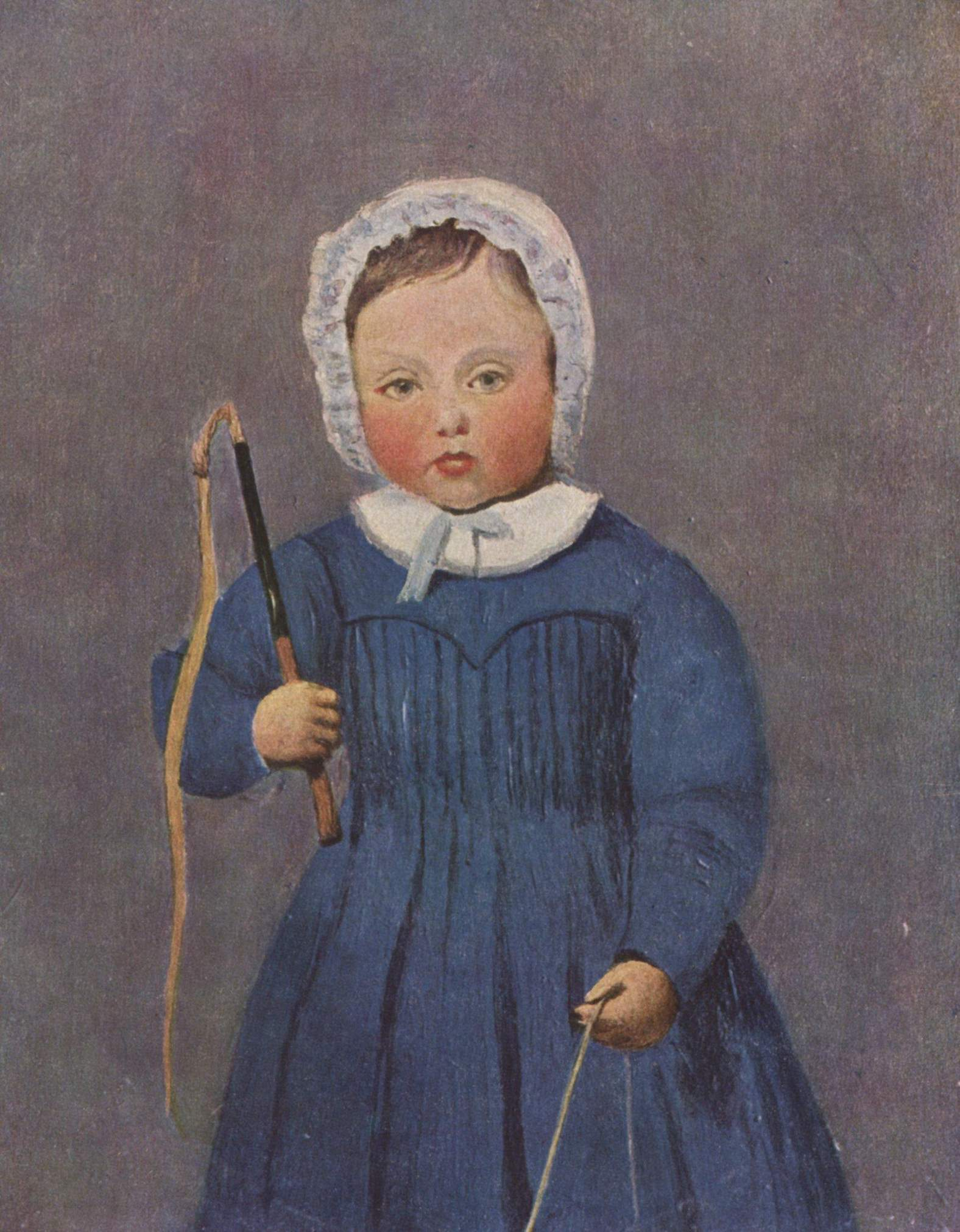
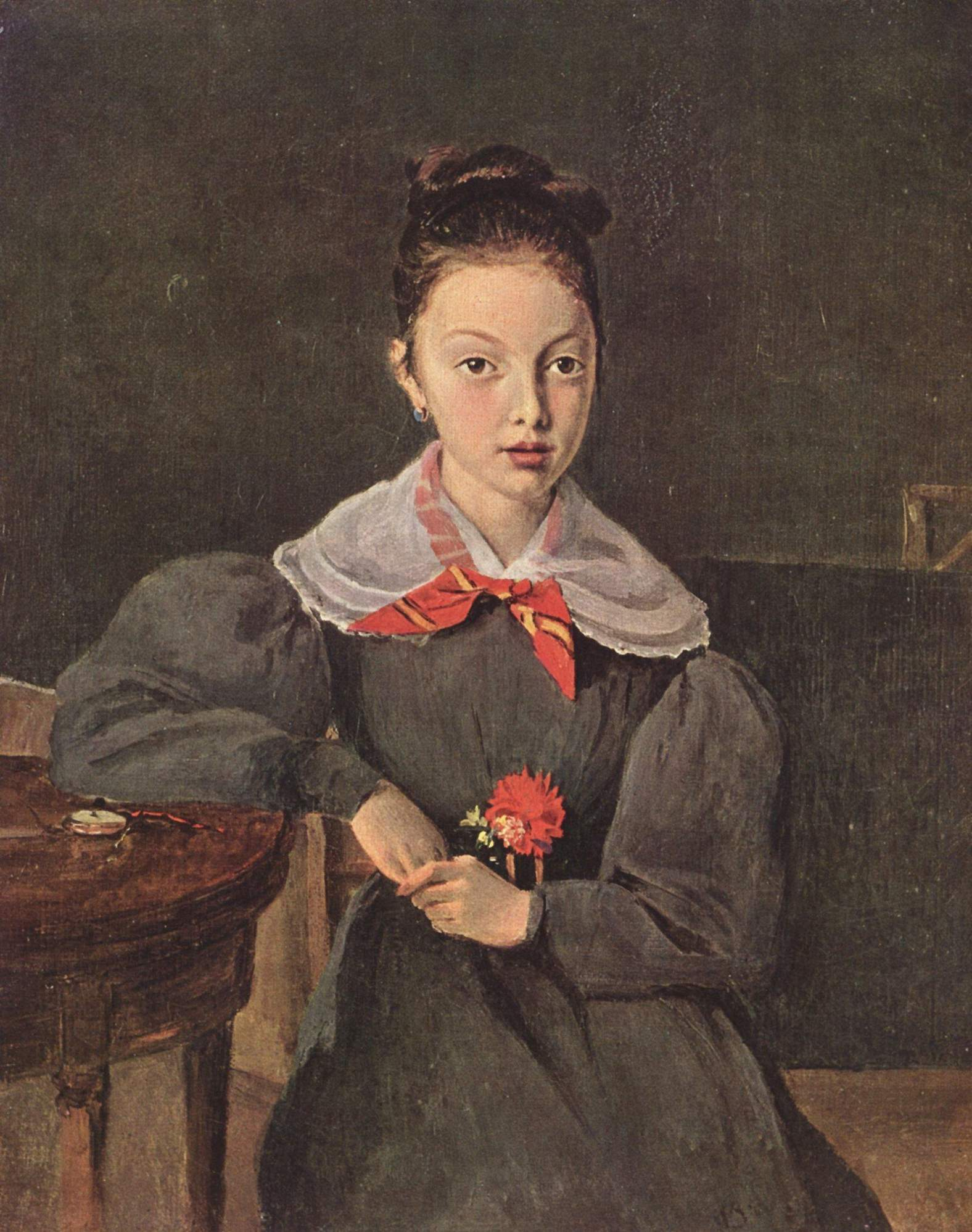
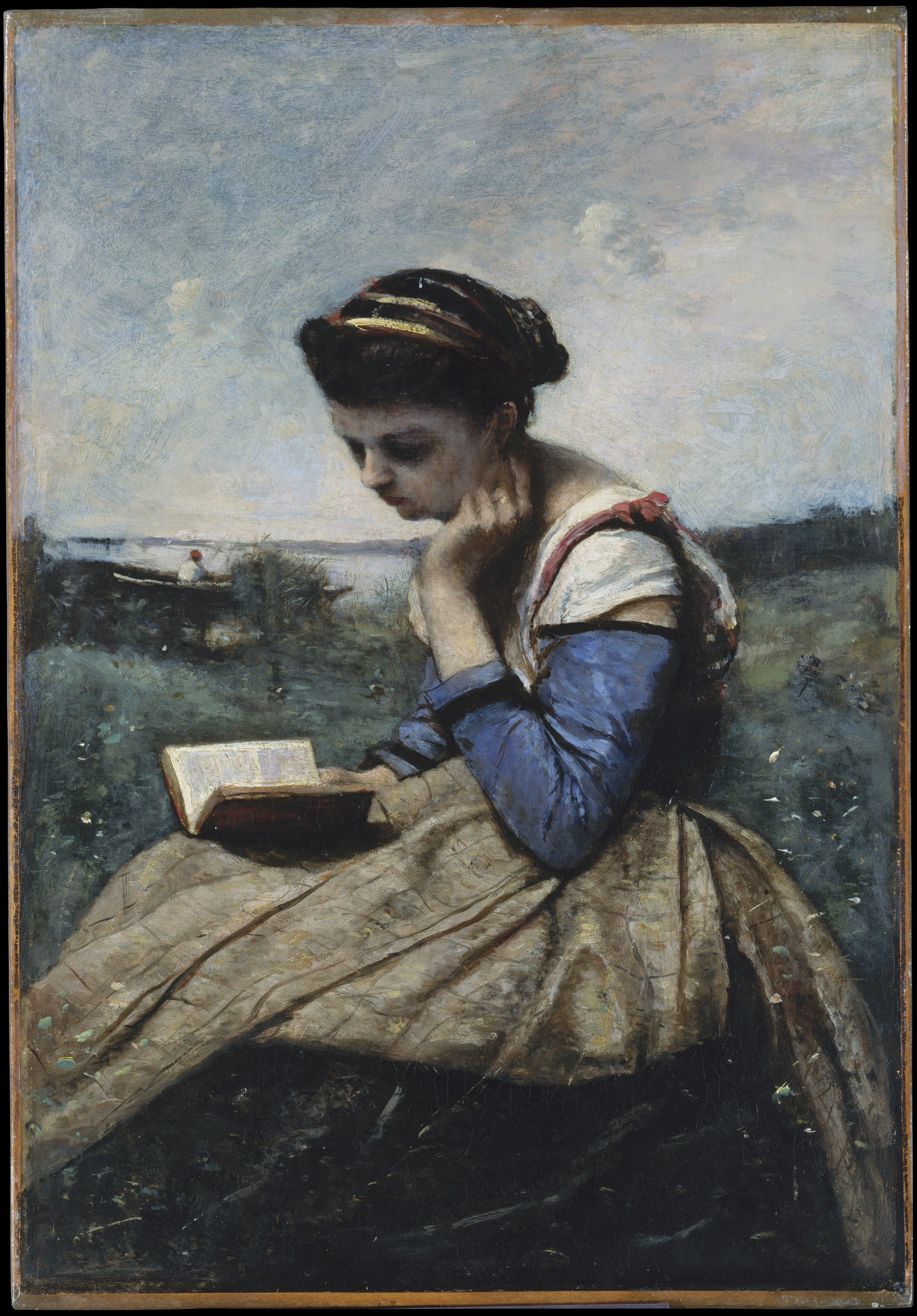